# 苇特根河
苇特根河，又称威特很高勒，位于中华人民共和国内蒙古自治区鄂温克族自治旗东部，是伊敏河右岸支流，发源于大兴安岭山脉伊和布德尔山西麓，蜿蜒向西流至伊敏河镇永丰嘎查以北汇入伊敏河。河长142.3千米，流域面积1640平方千米，年均径流量0.92亿立方米。苇特根河上游流经大兴安岭林区，下游两岸草原广阔，牧草丰美。